# كاتي فينيران
كاتي فينيران (بالإنجليزية: Katie Finneran)‏ هي ممثلة أمريكية، ولدت في 22 يناير 1971 بشيكاغو في الولايات المتحدة. من الجوائز التي نالتها جائزة توني لأفضل ممثلة بارزة في مسرحية ‏ سنة 2002.

## أعمال

### أفلام
- (1998) لديك بريد[2]
- (2013) فيلم 43[3]

### مسلسلات
- السلالة

## جوائز
- جائزة توني لأفضل ممثلة بارزة في مسرحية [الإنجليزية]‏ (2002)

## وصلات خارجية
- كاتي فينيران على موقع IMDb (الإنجليزية)
- كاتي فينيران على موقع قاعدة بيانات برودواي على الإنترنت (الإنجليزية)
- كاتي فينيران على موقع قاعدة بيانات الفيلم (الإنجليزية)